# Карлстадт (Нью-Джерсі)
Карлстадт (англ. Carlstadt) — місто (англ. borough) в США, в окрузі Берген штату Нью-Джерсі. Населення — 6372 особи (2020).

## Географія
Карлстадт розташований за координатами 40°49′35″ пн. ш. 74°3′44″ зх. д. / 40.82639° пн. ш. 74.06222° зх. д. (40.826424, -74.062338).  За даними Бюро перепису населення США в 2010 році місто мало площу 10,99 км², з яких 10,36 км² — суходіл та 0,63 км² — водойми.

## Демографія
Згідно з переписом 2010 року, у селищі мешкало 6127 осіб у 2378 домогосподарствах у складі 1579 родин. Було 2495 помешкань
Расовий склад населення:
| - 81,4 % — білих - 8,2 % — азіатів - 2,4 % — чорних або афроамериканців - 0,2 % — корінних американців - 0,1 % — вихідців з тихоокеанських островів - 5,4 % — осіб інших рас |

До двох чи більше рас належало 2,4 %. Частка іспаномовних становила 18,0 % від усіх жителів.
За віковим діапазоном населення розподілялося таким чином: 20,2 % — особи молодші 18 років, 64,5 % — особи у віці 18—64 років, 15,3 % — особи у віці 65 років та старші. Медіана віку мешканця становила 40,5 року. На 100 осіб жіночої статі у селищі припадало 95,1 чоловіків;  на 100 жінок у віці від 18 років та старших — 92,1 чоловіків також старших 18 років.
Середній дохід на одне домашнє господарство  становив 92 733 долари США (медіана — 70 056), а середній дохід на одну сім'ю — 98 711 долар (медіана — 72 049). Медіана доходів становила 72 407 доларів для чоловіків та 42 008 доларів для жінок. За межею бідності перебувало 4,2 % осіб, у тому числі 1,5 % дітей у віці до 18 років та 10,0 % осіб у віці 65 років та старших.
Цивільне працевлаштоване населення становило 3356 осіб. Основні галузі зайнятості: освіта, охорона здоров'я та соціальна допомога — 18,5 %, роздрібна торгівля — 15,0 %, виробництво — 13,7 %.